# Gânis
Gânis foi um general romano eunuco que comandou as tropas de Heliogábalo contra o imperador romano Macrino na Batalha de Antioquia.

## História
Edward Gibbon, em "Declínio e Queda do Império Romano", fala sobre a atuação de Gânis em Antioquia:
| “ | ...o próprio Antonino [Heliogábalo], que, pelo resto de sua vida, jamais agiu como homem, nesta importante crise em seu destino se mostrou um herói, montou seu cavalo e, à frente de suas tropas reagrupadas, atacou de espada na mão o mais apinhado grupo de inimigos; enquanto o eunuco Gânis, cuja função estava confinada ao cuidado das mulheres e o luxo agradável da Ásia, mostrou os talentos de um hábil e experiente general. | ” |

Segundo Dião Cássio, Gânis foi assassinado pelo imperador logo no início de seu reinado e foi, por isso, considerado "o mais ímpio dos homens". Segundo ele, o eunuco foi morto por ter obrigado o imperador a viver com temperança e prudência. O próprio Heliogábalo o matou, pois nenhum de seus soldados se apresentou para o ato.